# 1799 na ciência

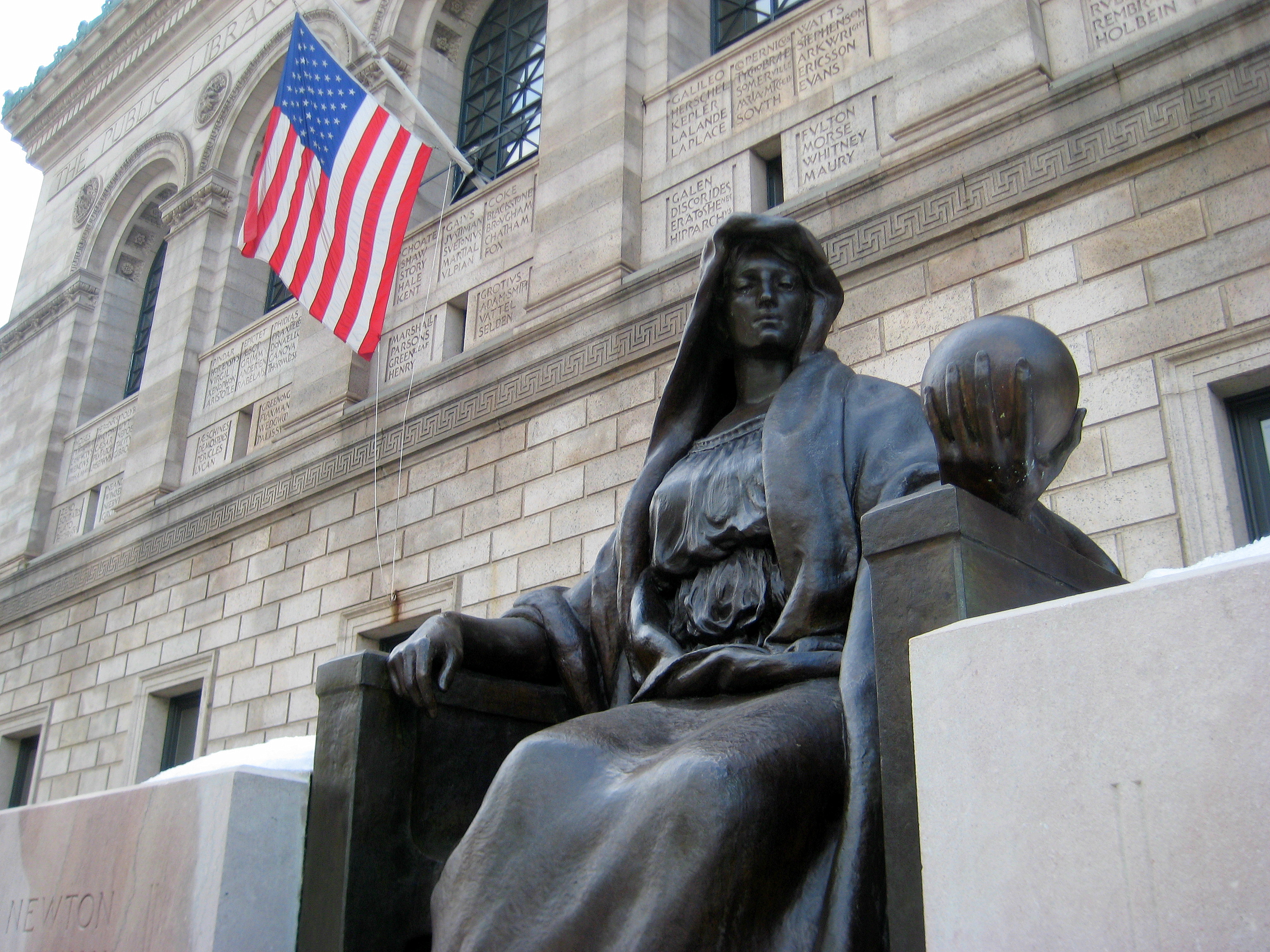
Statue personifying "Science" in front of the Boston Public Library on Copley Square of the Back Bay of Boston. January 2009 photo by John Stephen Dwyer
Statue personifying "Science" in front of the Boston Public Library on Copley Square of the Back Bay of Boston. January 2009 photo by John Stephen Dwyer

## Nascimentos
| Data         | Nome             | Profissão              | Nacionalidade | Observações                                           | Ref         |
| ------------ | ---------------- | ---------------------- | ------------- | ----------------------------------------------------- | ----------- |
| 11 de agosto | Joachim Barrande | geólogo e paleontólogo | França        | m. 1883 Medalha Wollaston 1857 Medalha Cothenius 1881 | [ 1 ] [ 2 ] |

## Mortes
| Data            | Nome                        | Profissão                       | Nacionalidade                  | Observações | Ref |
| --------------- | --------------------------- | ------------------------------- | ------------------------------ | ----------- | --- |
| 24 de fevereiro | Georg Christoph Lichtenberg | filósofo, escritor e matemático | Sacro Império Romano-Germânico | n. 1742     |     |
| 6 de dezembro   | Joseph Black                | físico e químico                | Reino da Grã-Bretanha          | n. 1728     |     |

## Prémios
Medalha Copley
- John Hellins[3]